# Conte d'Aqhat

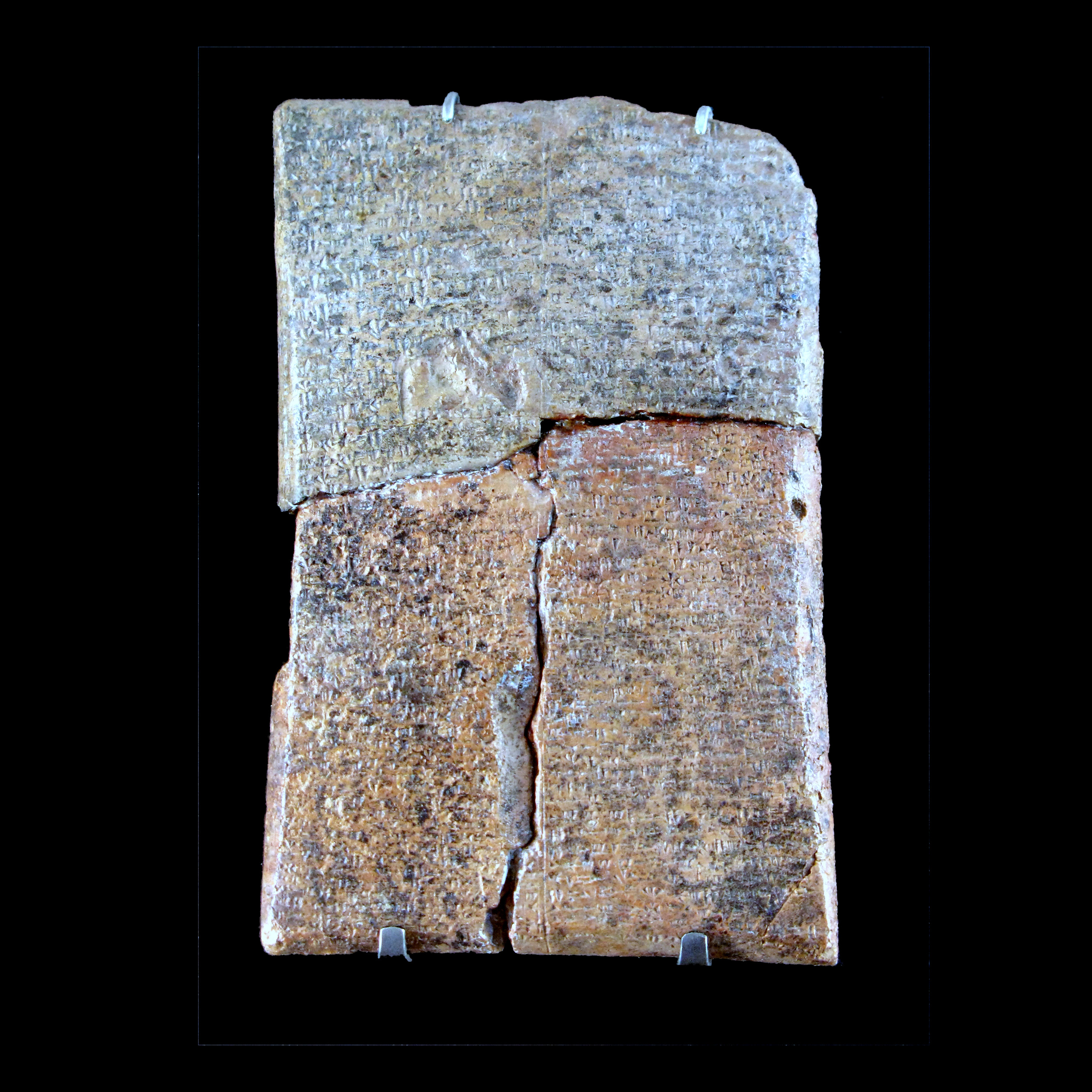
Tablette contenant le conte d'Aqhat

Le Conte d'Aqhat , également appelé Légende d'Aqhat, Légende de Danel et d'Aqhat ou d'Épopée de Danel et d'Aqhat  est un mythe cananéen d'Ougarit,  une ancienne cité de l'actuelle Syrie. C'est l'un des trois plus longs textes découverts à Ougarit, les deux autres étant la Légende de Keret et le Cycle de Baal.  La Légende de Danel et d'Aqhat est une œuvre littéraire majeure du Proche-Orient ancien, sa date de composition remonte à 1350 avant J.-C. 
Bien que le récit ne soit pas complet, il en reste, selon David Wright, « environ 650 lignes poétiques », dont la majeure partie concerne « des performances rituelles ou leurs contextes ».  Les restes de l'histoire ont été trouvés sur trois tablettes d'argile, sans le début ni la fin de l'histoire.  Ces tablettes ont été découvertes en 1930 et 1931. 
Le conte d'Aqhat a été écrit à Ougarit par le grand prêtre Ilmilku, qui était également l'auteur de la Légende de Kéret et du Cycle de Baal.  Les trois personnages principaux du conte sont un homme nommé Danel, son fils Aqhat et sa fille Pugat . 

## Le récit

### Première tablette

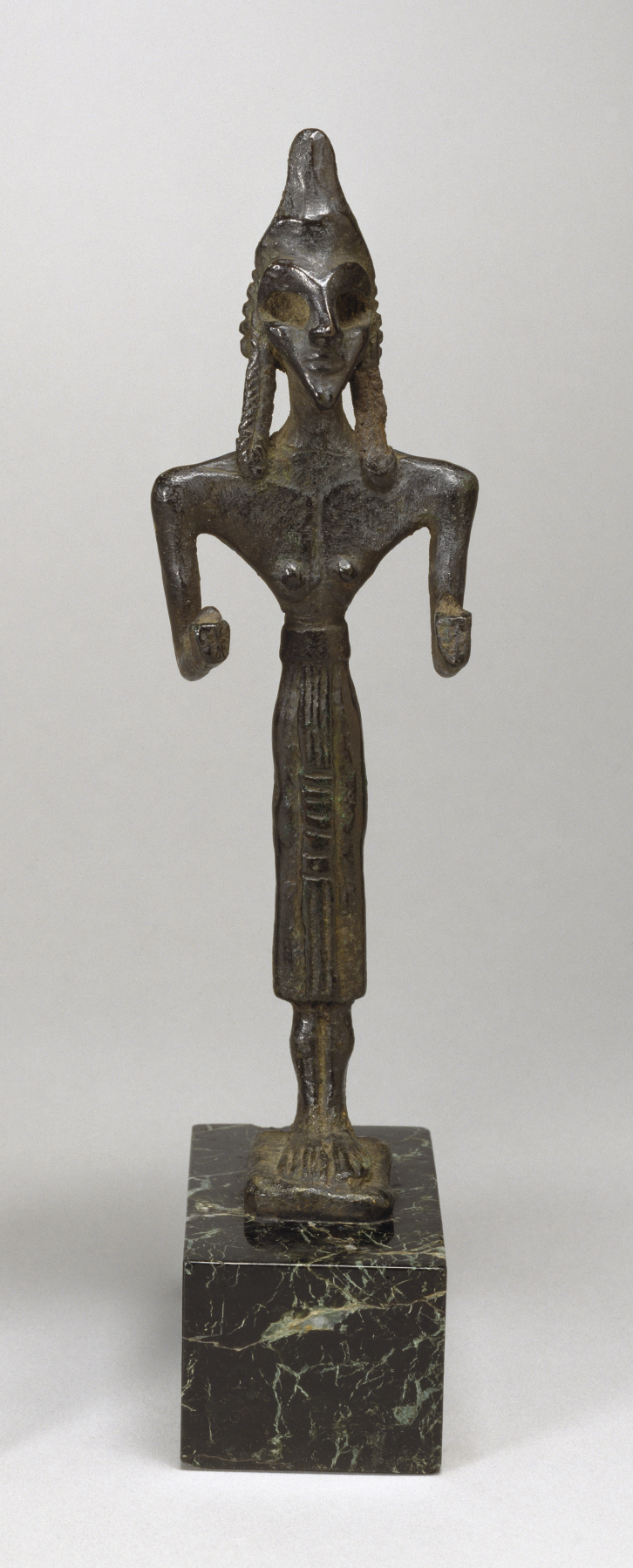
Figurine votive de la déesse Anat

Danel est décrit comme un « dirigeant juste » (d'après Davies) ou « probablement un roi » (d'après Curtis), rendant justice aux veuves et aux orphelins.   Danel est présenté comme « l'homme de Rpʼu », qui pourrait être interprété comme une divinité, un dieu protecteur de Danel siégeant pour juger avec Hadad et Astarté et probablement considéré comme l'équivalent d'El, ou bien comme un clan cananéen, peut-être lié aux Réphaïm de la Genèse ou à Rephah, le clan éphraïmite du Premier Livre des Chroniques.
Au commencement de l'histoire, Danel n'a pas encore d'enfants, quoique le début de l'histoire manquant, il ne soit possible qu'il en ait déjà eus qu'il aurait perdus.  Pendant six jours consécutifs, Danel fait des offrandes dans un temple pour que lui naisse un fils.  Le septième jour seulement, le dieu Baal demande au grand dieu El de donner un fils à Danel, ce qu'El accepte. 
Les prières de Danel aux dieux sont exaucées avec la naissance d'Aqhat.  Danel, reconaissant, organise un festin auquel il a invité les Kotharat, divinités féminines associées à la procréation. 
Une lacune apparaît alors dans le texte.  Plus tard, Danel reçoit un arc du dieu Kothar-wa-Khasis, qui remercie Danel de lui avoir offert l'hospitalité.  Selon Fontenrose, l'arc est donné à Danel alors qu'Aqhat est encore un « nourrisson »,  tandis que Wright situe ce passage après qu'Aqhat a « grandi ». 
Après une nouvelle lacune, l'histoire reprend alors qu'Aqhat, décrit par Louden comme « maintenant un jeune homme », célèbre une fête à laquelle assistent plusieurs divinités. 
Aqhat, qui possède désormais l'arc, se voit offrir une récompense par la déesse Anat s'il le lui donne.  Anat offre d'abord à Aqhat de l'or et de l'argent, mais il refuse.  Elle lui offre alors l'immortalité, mais il refuse à nouveau.  Lorsqu'elle fait ses offres, elle utilise un langage qui implique probablement également une offre de nature sexuelle.  Son refus est irrespectueux : il lui dit d'aller chercher son propre arc chez Kothar-wa-Hasis, et dit que les femmes n'ont rien à faire avec de telles armes.  Il insiste sur le fait que l’immortalité lui est inaccessible : tous les humains doivent mourir.  Anat, outrée, quitte Aqhat et se rend vers le grand dieu El pour se plaindre. 

### Deuxième tablette
Anat se plaint à El,  selon Wright « apparemment pour recevoir sa permission de punir Aqhat ».  La réponse initiale d'El, s'il en donne une, n'est pas lisible en raison de la nature endommagée de la tablette, mais le ton d'Anat passe d'un ton initial de respect à des menaces violentes contre El, ce qui semble indiquer qu'El refuse.  Finalement, à contrecœur, El accorde à Anat la permission de faire ce qu'elle veut. 
Anat fait alors occire Aqhat.  Le personnage qui est chargé d'occire Aqhat est Yatpan, décrit par Vrezen et Van der Woude comme « l'un des guerriers d'Anat »,  mais par Pitard simplement comme « l'un de ses dévots ».  Yatpan, transformé par magie en aigle, attaque Aqhat. 

### Troisième tablette
Aqhat meurt et Anat fait son éloge, exprimant ses regrets pour sa mort.  Bien que le texte soit ici fragmentaire, il semble indiquer que l'arc a été brisé lors du meurtre d'Aqhat, et Anat exprime également sa détresse face à la perte de l'arc, dans des termes encore plus forts.  Elle déplore également qu’en raison du meurtre, les récoltes vont bientôt commencer à se tarir. 
Pendant ce temps, Danel, qui ne se rend pas compte que son fils est mort, continue à vaquer à ses occupations judiciaires à la porte de la ville.  Sa fille Paghat ou Pugat remarque qu'une sécheresse a commencé et que des oiseaux de proie tournent autour de leur maison.  Elle ressent une profonde tristesse. 
À ce stade, le texte contient des mots sur les vêtements de Danel déchirés, indiquant soit que Paghat a déchiré les vêtements de Danel, soit que Danel a déchiré ses propres vêtements en signe de deuil à cause de la sécheresse.  Le texte montre Danel priant pour la pluie, suivi de plusieurs lignes sur une sécheresse qui a duré sept ans, qui sont difficiles à interpréter.  Danel se rend dans les champs, exprimant son souhait que les récoltes poussent et l'espoir que son fils Aqhat les récoltera,  ce qui nous indique qu'il ne sait pas encore qu'Aqhat est mort. 
À ce moment-là, deux jeunes hommes apparaissent et informent Danel et Paghat qu'Aqhat a été tué par Anat.  Voyant des vautours au-dessus de sa tête, Danel appelle Baal et lui demande de faire descendre les vautours afin qu'il puisse les ouvrir pour rechercher les restes de son fils.  Baal s'exécute, mais Danel ne trouve aucun reste.  Danel voit le père des vautours et demande à nouveau à Baal de faire descendre le père des vautours pour l'inspecter.  Encore une fois, aucun reste n'est retrouvé.  Finalement, Danel invoque Baal pour faire descendre la mère des vautours, dans laquelle il trouve des os et de la graisse d'Aqhat.  Danel enterre les restes qu'il a trouvés le long des rives du Kinneret (mer de Galilée). 
La mort injuste d'Aqhat provoque une sécheresse qui dure depuis des années. 
La sœur d'Aqhat, Paghat, décide de se venger  en tuant Yatpan.  La fin du texte manque.